# هندی به دنبال برانکس است
هندی به دنبال برانکس است (به انگلیسی: The Indian Wants the Bronx) نمایشنامه‌ای از ایزرائیل هورویتز است، که اولین‌بار در ۱۹۶۶ در شهر واترفورد کنتیکت به روی صحنه رفت. این نمایش نژادپرستی و خشونت ضدآسیایی در دهه ۱۹۶۰ میلادی را به تصویر می‌کشد.
نسخه آف برادوی این نمایش در سال ۱۹۶۸ در تئاتر آستور پلیس در منهتن نیویورک به روی صحنه رفت و ۱۷۷ بار اجرا شد. آل پاچینو در نقش مورف و جان کازال در نقش گوپتا در این نمایش بازی کرد.
نسخه دیگری از این نمایش، در سال ۱۹۷۶ به کارگردانی جان مالکوویچ و بازی تری کینی و گری سینایس در شیکاگو به روی صحنه رفت.

## داستان
گوپتا به تازگی وارد شهر نیویورک شده‌است و به مقدار کمی انگلیسی بلد است. وقتی که منتظر اتوبوس برای رفتن به برانکس است، با دو پانکستر نوجوان به نام جوئی و مورف رو به رو می‌شود، که شروع به دست انداختن او می‌کنند. این رویارویی در نهایت به خشونت و عصبانیت کشیده می‌شود.